# Guðlaugur Pétur Pétursson
Guðlaugur Pétur Pétursson (Akranes, 27 giugno 1959) è un allenatore di calcio ed ex calciatore islandese, di ruolo attaccante, allenatore del Valur femminile.

## Carriera

### Giocatore
Esordì con la squadra della propria città natale, lo ÍA, nel 1976 giungendo a vincere il campionato islandese nel 1977 e la coppa nazionale l'anno successivo.
Dopo essere stato capocannoniere del campionato islandese per due annate consecutive, 1977 e 1978, iniziò la carriera all'estero giocando per gli olandesi del Feyenoord, con cui vinse una Coppa d'Olanda nel 1980 realizzando una doppietta nella finale. Successivamente giocò per i belgi dell'Anderlecht e dell'Anversa, nuovamente per il Feyenoord ed infine per gli spagnoli dell'Hércules Alicante.
Durante il periodo spagnolo, tornò a giocare alcune partite con lo ÍA, aggiudicandosi un'altra Coppa d'Islanda nel 1986. Tornato definitivamente in patria nel 1987, chiuse la carriera giocando con il KR.

### Allenatore
Ha iniziato la propria carriera di allenatore con il Keflavik nelle stagioni 1994 e 1995. Dopo una pausa di qualche anno ha allenato nel 2000 e 2001 il KR, vincendo il titolo nazionale nella prima annata.
Tra il 2007 e il 2011 è stato assistente allenatore per la selezione nazionale islandese come vice di Ólafur Jóhannesson. Dal 2008 al 2014 è stato viceallenatore del KR. Nella seconda parte della stagione 2015 è stato alla guida del Fram.
Prima dell'inizio della stagione 2018 è passato alla guida della sezione di calcio femminile del Valur. Dopo aver concluso al quarto posto il campionato islandese 2018, ha portato il Valur alla vittoria del campionato al termine della stagione 2019, nove anni dopo la precedente vittoria.

## Palmarès

### Giocatore

#### Club
- Campionato islandese: 1

ÍA: 1977
- Coppa dei Paesi Bassi: 1

Feyenoord: 1979-1980
- Coppa d'Islanda: 2

ÍA: 1978, 1986

#### Individuale
- Capocannoniere della Úrvalsdeild: 2

1977 (16 reti), 1978 (19 reti)

### Allenatore
- Campionato islandese: 1

KR: 2000
- Campionato islandese: 1

Valur: 2019